# Французи в Хонконг
Французите в Хонконг са етническа група в Хонконг.

## Численост
В страната има общо 25 000 французи.  Те са най-голямата френска общност в Азия. 

## Образование
- Френско международно училище в Хонконг